# القرن الهندي
القرن الهندي  هو فكرة أن القرن الحادي والعشرين ستهيمن عليه الهند، كما يطلق على القرن العشرين غالبًا القرن الأمريكي،  والقرن التاسع عشر باسم باكس بريتانيكا (السلام البريطاني). يتم استخدام العبارة بشكل خاص في التأكيد على أن اقتصاد الهند يمكن أن يتفوق على  اقتصاد الولايات المتحدة واقتصاد الصين كأكبر اقتصاد وطني في العالم،  وهو موقع احتلته  من عام 1 إلى 1500م ومن 1600 إلى 1700م.
الهند عضو في إعادة بناء عالم أفضل وقد أنشأت أيضًا ممر النقل بين الشمال والجنوب كبديل لمبادرة الحزام والطريق في الصين،  للربط مع إيران، روسيا والقوقاز وآسيا الوسطى. في عام 2017، انضمت الهند واليابان معًا لتشكيل ممر النمو الآسيوي الأفريقي، من أجل دمج اقتصادات جنوب وجنوب شرق وشرق آسيا بشكل أفضل مع أوقيانوسيا وأفريقيا. تشارك الهند أيضًا في الحوار الأمني الرباعي وتدريبات مالابار البحرية لاحتواء التهديدات الصينية.
وفقًا للتقرير المسمى «القرن الهندي: تحديد مكانة الهند في اقتصاد عالمي سريع التغير» من قبل معهد آي بي إم لقيمة الأعمال، من المتوقع أن تكون الهند من بين الدول الأعلى نموًا في العالم خلال السنوات القادمة.

## عوامل
أحد العوامل الرئيسية تشمل عدد سكانها الكبير. وفقًا لتقرير الأمم المتحدة، ستتفوق الهند على الصين لتصبح أكبر دولة في العالم من حيث عدد السكان بحلول عام 2022.
توقع الاقتصاديون والباحثون في جامعة هارفارد أن معدل النمو السنوي المتوقع بنسبة 7٪ للهند حتى عام 2024 سيستمر في جعلها متقدمة على الصين، مما يجعل الهند أسرع اقتصاد رئيسي نموًا في العالم. في عام 2017، نشر مركز التنمية الدولية بجامعة هارفارد دراسة بحثية  تشير إلى أن الهند قد برزت  كقطب اقتصادي للنمو العالمي عن طريق تجاوز الصين ومن المتوقع أن تحافظ على ريادتها خلال العقد القادم.
تعتبر الهند مؤخرًا قوة عظمى مرتقبة بسبب عدد سكانها الكبير والمستقر وقطاعاتها الاقتصادية والعسكرية سريعة النمو.

## روابط خارجية
- انفوجرافيك: حصة الناتج المحلي الإجمالي العالمي عبر التاريخ | انفوجرام
- كيف دمر البريطانيون الهند